# ان‌جی‌سی ۲۷۴
ان‌جی‌سی ۲۷۴ (انگلیسی: NGC 274) نام یک کهکشان عدسی در صورت فلکی نهنگ است.